# Invasões do Afeganistão

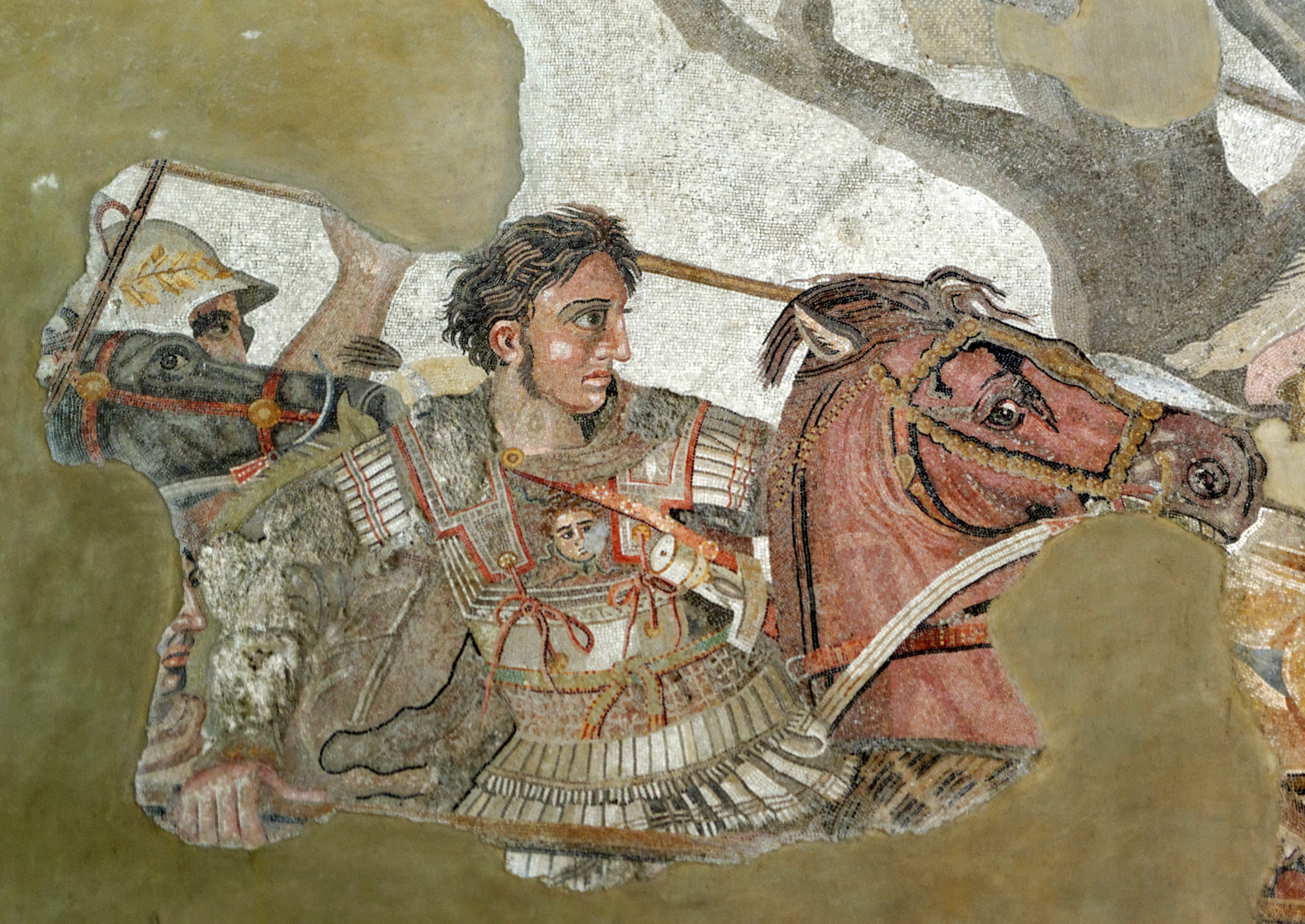
Pormenor de mosaico sobre a Batalha de Isso.

O Afeganistão foi invadido diversas vezes ao longo de sua história, e suas fronteiras e governo têm sido constantemente alvo de disputas. Entre Alexandre, o Grande, os conquistadores "Mugal" da Ásia do sul, os czares russos e o governo comunista, o império britânico e os Estados Unidos e a coalizão ocidental, todos parecem interessados nesse território.
Os conflitos atuais para o controle do Afeganistão podem ser vistos como uma extensão para o controle da Ásia central e seus recursos naturais, bem como da sua posição estratégica no meio da Eurásia. Historicamente, a conquista do Afeganistão teve um papel importante na invasão da Índia pelo oeste, através do passo Khyber.

## Invasões antigas
A primeira invasão documentada do Afeganistão foi realizada por Alexandre, o Grande em 330 a.C. como parte da sua série de conquistas. Entre as cidades conquistadas encontrava-se Herat.
O Afeganistão foi invadido pelo oeste pelos árabes, sob a dinastia Abássida, causando a conversão da maior parte de seus habitantes ao Islão. Mais tarde, o Afeganistão foi invadido duas vezes pelo norte e leste pelos Mongóis (uma vez por Genghis Khan, a outra por Tamerlão) no movimento de conquista da Índia e das terras centrais de Dar al-Islam.

## Invasões britânicas
Durante o século XIX, o Afeganistão foi invadido duas vezes pela Índia britânica, durante a Primeira Guerra Anglo-Afegã de 1838-1842, e novamente na Segunda Guerra Anglo-Afegã de 1878-1880, ambas as vezes com a intenção de limitar a influência russa no país (devido ao período de rivalidades anglo-russas na Ásia Central, conhecido como o Grande Jogo), e enfraquecer líderes tribais locais. Depois desse período, conflitos tribais transfronteiriços seriam constantes, e partes da pátria dos Pashtuns foram anexados à Índia britânica como a referida Khyber Pakhtunkhwa (província do atual Paquistão).
Em 1919, na Terceira Guerra Anglo-Afegã, o país seria novamente invadido e ao final do conflito, com um armisticio a Grã-Bretanha reconheceria oficialmente a independência do Afeganistão.

## Invasões contemporâneas

### Invasão soviética
A invasão soviética aconteceu em 1979, ocasionando um boicote ocidental dos Jogos Olímpicos e o financiamento de grupos radicais armados islâmicos pelos Estados Unidos, que visavam conter a URSS devido a Guerra Fria. Os Mujahideens eventualmente conseguiram forçar a retirada dos soviéticos, no que constitui a mais humilhante derrota militar soviética e um fator considerável na dissolução do comunismo soviético. Com a retirada das tropas da URSS, tem início a Guerra civil afegã, combates entre Mujahideen e os chefes militares feudais no Afeganistão, e que conduziu a ascensão do violento regime fundamentalista do Talibã.

### Invasão norte-americana

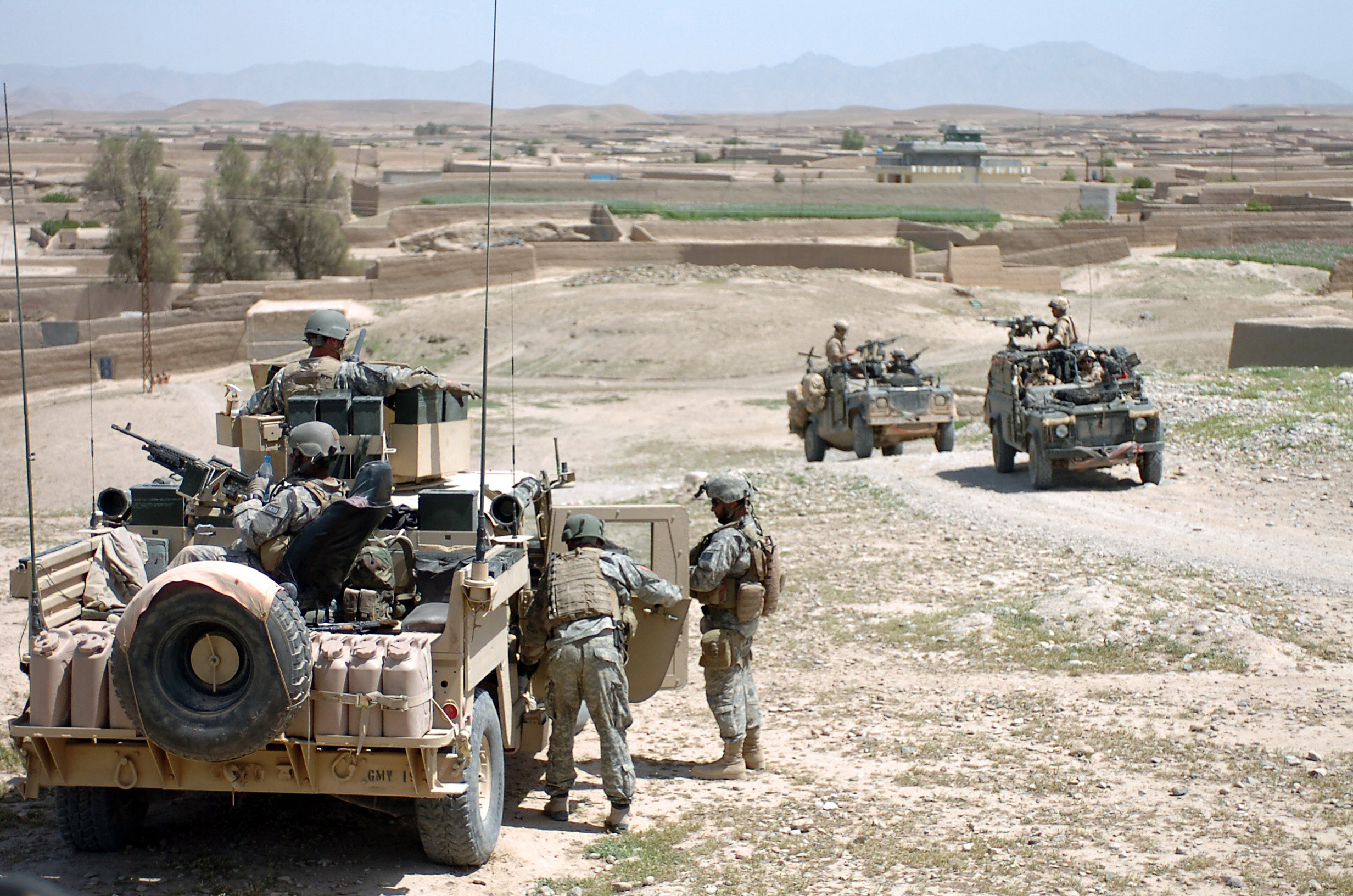
Forças Americanas e Britânicas na província Helmand em 2007, durante a Guerra no Afeganistão.

A invasão norte-americana de 2001 foi uma alegada tentativa de capturar Osama bin Laden, o terrorista acusado pelo governo dos Estados Unidos pelos ataques de 11 de Setembro, que estava sob a proteção dos talibãs. Apesar dos EUA não terem capturado Bin Laden, conseguiram destituir o governo islamista radical dos Taliban. Os líderes Taliban sobrevivem escondidos, e, com outras facções, mantêm a situação instável no Afeganistão com ataques terroristas esporádicos e tomada de reféns, principalmente no sudeste e na fronteira com o Paquistão, onde guerrilheiros continuam a lançar ataques contra as forças dos Estados Unidos, seus aliados, e do governo do Presidente Hamid Karzai.
Ao fim de 2014, os Estados Unidos e a OTAN encerraram oficialmente suas operações militares no Afeganistão.